# NGC 4093
NGC 4093 (другие обозначения — MCG 4-29-21, ZWG 128.24, NPM1G +20.0306, PGC 38323) — компактная галактика в созвездии Волос Вероники. Открыта Генрихом Луи Д'Арре в 1864 году.
В галактике находится компактный источник радиоизлучения, в котором можно различить джет. По собственным движениям нескольких компонент можно обнаружить, что их скорости составляют 0,07, 0,04 и 0,21 скорости света, так что джет можно считать относительно медленным. В галактике наблюдается нейтральный атомарный водород, составляющий диск, по которому можно отследить вращение галактики.
Этот объект входит в число перечисленных в оригинальной редакции «Нового общего каталога».
Галактика NGC 4093 входит в состав группы галактик NGC 4066. Помимо NGC 4093 в группу также входят NGC 4066, NGC 4070, NGC 4098, NGC 4056, NGC 4086, NGC 4089, NGC 4090 и NGC 4095.